# Lothar Nakat
Lothar Nakat (* 29. April 1925 in Tilsit; † 10. Dezember 2020 in München) war ein deutscher Jazz- und Unterhaltungsmusiker (Altsaxophon, Klarinette, auch Blockflöte, Arrangement, Komposition), der auch unter den Pseudonymen Benny Sky und Ulli Gigg tätig war.

## Wirken
Nakat studierte in Hamburg; ab 1949 gehörte er als Instrumentalist zum Orchester von Kurt Hohenberger, dann zu anderen Bands. Ab 1954 beschäftigte ihn Max Greger in seiner Bigband als Ersten Saxophonist, für den er aber auch als Komponist und Arrangeur tätig war; seine Spezialität waren Swing-Arrangements im Stil von Glenn Miller. Daneben nahm er auch als Solist („Red River Rock“ mit dem Orchester Bernd Köster) und eigener Combo auf. Nach 1959 arbeitete er hauptsächlich als Arrangeur für Interpreten der Popmusik, nahm aber mit seinem Orchester auch Hits wie „Keine Bange, Lieselotte“ auf. Als Benny Sky komponierte er für Paul Würges („Pepe“) und für den Trompeter Manfred Niezgoda („Bavaria Blues“). Ab 1965 war er als Musikredakteur für den Bayerischen Rundfunk tätig.
Nakat verfasste zudem Filmmusiken für die Spielfilme Camp der Verdammten (1962) und Mord in Rio (1963). Auch produzierte er für Gerhard Wendland. Sein „Blues für Blockflöte“ war die Kennmelodie einer BBC-Sendung der 1960er Jahre. Später schrieb er volkstümliche Titel wie die Polka „A g’schleckat’s Dirndl“ oder „Komm auf’s Rad’l mei Mad’l“.

## Lexikalischer Eintrag
- Jürgen Wölfer: Jazz in Deutschland. Das Lexikon. Alle Musiker und Plattenfirmen von 1920 bis heute. Hannibal Verlag, St. Höfen 2008